# The Jetsons: Invasion of the Planet Pirates
The Jetsons: Invasion of the Planet Pirates, también conocido en Japón como Yōkai Buster: Ruka no Daibōken (妖怪バスター ルカの大冒険?  trad. aprox. "Cazador de fantasmas: la gran aventura de Ruka"), es un videojuego de plataformas y acción 2D para Super Nintendo que se publicó en junio de 1994 en América y al año siguiente en Japón. Se basa en la serie de animación de Los Supersónicos (exc. en su contraparte japonesa, debido a problemas de licencia).